# قطعنامه ۱۰۴۸ شورای امنیت
قطعنامه  ۱۰۴۸ شورای امنیت سازمان ملل متحد که در تاریخ ۲۹ فوریه ۱۹۹۶ تصویب شد، سندی بین‌المللی دربارهٔ مسئلهٔ هائیتی است. این قطعنامه طی نشست ۳۶۳۸ام با ۱۵ رای موافق، ۰ مخالف و ۰ ممتنع تصویب شد.